# Elapsoidea nigra
Espèce
Statut de conservation UICN

 EN B1ab(iii) : En danger
Elapsoidea nigra est une espèce de serpents de la famille des Elapidae. 

## Répartition
Cette espèce est endémique de Tanzanie. Elle se rencontre dans les monts Usambara et Uluguru.

## Description
Dans sa description Günther indique que le spécimen en sa possession mesure 41 cm dont 3 cm pour la queue. Son dos est uniformément noir et sa face ventrale blanchâtre.

## Étymologie
Son nom d'espèce, du latin niger, « noir », lui a été donné en référence à la couleur de l'holotype.

## Publication originale
- Günther, 1888 : Contribution to the knowledge of snakes of tropical Africa. Annals and Magazine of Natural History, ser. 6, vol. 1, p. 322-335 (texte intégral).